# La Garderie d'Homer
 (août 2022).
Si vous disposez d'ouvrages ou d'articles de référence ou si vous connaissez des sites web de qualité traitant du thème abordé ici, merci de compléter l'article en donnant les références utiles à sa vérifiabilité et en les liant à la section « Notes et références ».
La Garderie d'Homer (France) ou La Cave qui berce l'enfant (Québec) (Children of a Lesser Clod) est le 20e épisode de la saison 12 de la série télévisée d'animation Les Simpson.

## Synopsis
Lors d'une excursion à un centre de loisirs, Homer se fait écraser la jambe par un panier de Basket-ball. À cause de la rupture de ses ligaments croisés antérieurs, il est obligé de rester sur une chaise roulante pendant 2 semaines, et s'ennuie à mourir. Ned Flanders lui demande alors de garder ses enfants pendant une soirée afin qu'il puisse assister à un concert de rock chrétien. Y prenant plaisir, il fonde alors une garderie car il aime s'occuper des enfants, mais Bart et Lisa sont rapidement excédés de voir que leur père éprouve plus d'amour pour les enfants des autres que pour eux.